# (37385) 2001 WP27
2001 دابليو بي 27 (ويعرف أيضًا باسم (37385) 2001 دابليو بي 27 وفق تسمية الكوكب الصغير) (بالإنجليزية: 2001 WP27)‏ هو كويكب ضمن حزام الكويكبات؛ وترتيبه 37385 من حيث الاكتشاف.
اكتُشف هذا الجُرم الفلكي بواسطة بحث لنكولن عن الكويكبات القريبة من الأرض في 17 نوفمبر 2001.

## وصلات خارجية
- (37385) 2001 WP27 في قاعدة بيانات مختبر الدفع النفاث لأجرام النظام الشمسي الصغيرة

- الاكتشاف · مخطط المدار ·  العناصر المدارية · المعلمات المادية

- (37385) 2001 WP27 على موقع ويكي سكاي: DSS2, SDSS, GALEX, IRAS, Hydrogen α, X-Ray, Astrophoto, Sky Map, Articles and images